# 欠驱动
欠驱动（Underactuation）是机器人学及控制理论中的術語，是指力學系統無法完全受控，依位形空间中的任意軌跡行進。會出現此情形的可能原因很多，最簡單的是系統执行器的個數小於其自由度，此情形的系統稱為顯然欠驱动（trivially underactuated）。
有許多力學系統都是欠驱动的，包括汽车、固定翼飛機，甚至動物也是。

## 定義
為了要瞭解造成欠驱动的數學條件，需要探討該系統的力學方程。牛顿运动定律指出力學系統的動態本質上是二階的。一般而言，動態方程可以描述為二階微分方程：

{\displaystyle {\ddot {q}}=f(q,{\dot {q}},u,t)}
其中：
{\displaystyle q\in \mathbb {R} ^{n}}是位置狀態向量
 {\displaystyle u\in \mathbb {R} ^{m}}是控制輸入向量
 {\displaystyle t}是時間
許多系統的動態方程也可以改寫為控制輸入的仿射：

{\displaystyle {\ddot {q}}=f_{1}(q,{\dot {q}},t)+f_{2}(q,{\dot {q}},t)u}
若寫成上式時，若滿足以下條件，即為不完全驅動：

{\displaystyle rank[{f_{2}(q,{\dot {q}},t)}]<dim[q]}
若此條件成立，不論控制向量為何，總會有一些加速度的方向是無法產生的。
注意{\displaystyle f_{2}(q,{\dot {q}},t)}沒有直接提到系統致動器的個數。因此，可能系統的致動器個數比自由度要大，但系統仍然是欠驱动的。另外，{\displaystyle f_{2}(q,{\dot {q}},t)}的秩和狀態{\displaystyle q,{\dot {q}}}有關。因此一個欠驱动的系統，有可能除了一個特定狀態以外，系統都是完全驅動，只有一個狀態使系統欠驱动。

## 例子
經典的倒單擺都是顯然欠驱动系統的例子，系統有二個自由度（一個是支撐水平面的運動，另一個是單擺的角度），但透過倒單擺的小車只能直接控制水平面的運動，無法直接控制單擺的角度。雖然其本質上是極端不穩定的系統，不過倒單擺仍然是可控制的。
汽車也是欠驱动的系統，原因是因為車輪造成的非完整拘束條件。汽車無法往和車輪行進方向垂直方向上加速。船隻、飛機也有類似的限制。

## 延伸閱讀
- M. Saliba, and C.W. de Silva, "An Innovative Robotic Gripper for Grasping and Handling Research," IEEE Journal of Robotics and Automation, pp. 975–979, 1991.
- N. Dechev, W.L. Cleghorn, and S. Naumann,  “Multiple Finger, Passive Adaptive Grasp Prosthetic Hand,” Journal of Mechanism and Machine Theory, Vol. 36, No. 10, pp. 1157–1173, 2001.

## 外部連結
- Canudas-de-Wit, C. On the concept of virtual constraints as a tool for walking robot control and balancing  Annual Reviews in Control, 28 (2004), pp. 157–166. (Elsevier)
- Nonlinear Systems College of Mechanical and Nuclear Engineering, Kansas State University